# Tidiane Dem
Pour les articles homonymes, voir Dem.
 Tidiane Dem, né le 8 juin 1908 à Niakaramandougou (Côte-d’Ivoire) et mort le 3 juin 1991, est un intellectuel, homme d’affaires, politicien et écrivain ivoirien .

## Biographie

### Origines
Du côté paternel, Tidiane Dem est un descendant de l’ethnie Peul du Sénégal. Son grand-père Souleymane Dem est né à Alware, Sénégal. Son père Mamadou Souleymane Dem est né à Ségou (Mali) et a grandi avec les traditions peuls et malinké.
Du côté maternel, il est un descendant de l'ethnie senoufo en Côte-d'Ivoire. Sa mère Fatimata Ouattara est née à Niellé près de Korhogo.
Son père l'a éduqué dans ces trois traditions ethniques et lui a raconté l'histoire de ces peuples que Tidiane a dactylographiée, notes qui sont gardées dans les archives administratives de Korhogo.

### Carrière politique
Peu après la Seconde Guerre mondiale, le gouvernement colonial français annonce les premières élections générales de l'Assemblée Nationale Constituante et de deux députés, un Ivoirien et un Français, pour le parlement français. Il n'existait pas encore de partis politiques en Côte-d'Ivoire. Tidiane Dem, qui est déjà un riche commerçant à Korhogo et animateur du jeune Syndicat des commerçants, est le candidat de ce syndicat. Élu comme député, il sera le candidat du Syndicat agricole africain Félix Houphouët-Boigny, futur premier président. Tidiane Dem perd également aux deuxièmes élections de l'Assemblée Nationale Constituante en juin 1946.
Le Parti démocratique de Côte d'Ivoire PDCI de Houphouët-Boigny étant devenu parti unique, Tidiane Dem rejoint le parti. Il est élu à la seconde élection de l'Assemblée territoriale du 31 mars 1957, il devient conseiller territorial de Korhogo jusqu'en décembre 1958. Il est député de la 1re Législature de 1959 de la Première République de décembre 1958 à novembre 1960 et Secrétaire d'État à l'Élevage de mai 1959 à janvier 1961.
En 1963, par deux coups montés, Houphouët-Boigny va prendre le pouvoir personnel, qu'il tiendra jusqu'à sa mort en 1993. Le 15 janvier 1963, 3 ministres sont accusés d'avoir comploté un coup d'État. Ils sont destitués par décret présidentiel et emprisonnés : il s'agit du « complot de janvier 1963 ». Tidiane devient alors du 15 janvier au 15 février 1963 également ministre provisoire de l'Agriculture et de la Coopération. Cette première épuration faite, le 15 février le gouvernement Houphouët-Boigny II est installé avec Tidiane Dem comme ministre de la Production animale. À sa création, son cabinet compte 16 ministres, mais le site actuel du Gouvernement Ivoirien ne donne qu'un cabinet tronqué de 8 ministres. C'est que le « complot de janvier 1963 » n’a pas eu le succès escompté et Houphouët-Boigny réagit en août-septembre 1963 avec une nouvelle série d'emprisonnements d'innocents parmi lesquels 14 députés et 7 ministres dont Tidiane Dem (6 septembre). Il est condamné à dix ans de prison,.

### Administrateur
En 1966-1967, le président Houphouët-Boigny tente d'effacer autant que possible les souvenirs des prétendus complots de l'histoire de la Côte d'Ivoire. Les prisonniers sont libérés et la prison de Yamoussoukro détruite. Les anciens prisonniers reçoivent de nouveaux postes, mais sont tenus sous contrôle par la menace de nouvelles actions et, sauf exceptions, les prisonniers libérés y compris Tidiane Dem se taisent.
Tidiane Dem, libéré en 1967, deviendra Président des Conseils d’Administration de plusieurs entreprises d'État : Motoragri (Société pour le Développement de la Motorisation de l'Agriculture, fondée en 1966), SOVANORD (Société de Valorisation de l'Anacardier du Nord, fondée en 1972, arrêté en 1981) et AICI (Société Anacarde Industrie de Côte d'Ivoire, fondée en 1976, arrêtée en 1980), CIDT (Compagnie ivoirienne pour le développement des textiles, fondée en 1974 dont il est encore mentionné comme président en 1987),.

### Romancier
À l'approche de l'âge de la retraite, Tidiane Dem reprend la plume avec le but d'enseigner la jeune génération sur leurs racines et sur la richesse des traditions ethniques. Il a écrit deux romans, Masseni (1979) et Mariama (1989), situés dans le Korhogo de sa jeunesse et donc presque des romans historiques; il y introduit des formes de littérature orales : chansons et dialogues. Ces deux romans ont suffi pour lui donner une place parmi les rares auteurs ivoiriens de la génération intermédiaire entre les quelques auteurs classiques et la jeune génération. En son honneur, l'Amicale des professeurs de français de la Dren de Korhogo (Apfdko) a créé en 2012 le Prix Tidiane Dem de la littérature de jeunesse des lycées et collèges de Korhogo.

## Œuvres
- Samory dans le pays sénoufo[19] et La prise de Boundoukou par Samory, notes historiques dactylographiés (pièces d’archive aux Archives administratives de Korhogo).
- La dynastie de Sinématiali, 1953[20]
- La Cote d'Ivoire forestière in Proceedings of the Fifth World Forestry Congress: University of Washington, Seattle, Washington, August 29-September 10, 1960 (édité en 1962)
- Masseni, Nouvelles éditions ivoiriennes, Abidjan-Dakar-Lomé, 1977, rééditions 1981 (Prix Pegasus 1979[21], Prix Mobil 1981[22])[23]
- Mariama, Nouvelles éditions africaines, Abidjan-Dakar-Lomé, 1987
- Mondah, Joseph; Cavally, Jeanne de; Kouadio, Mathias; Dem,Tidiane; Traore, Idrissa; Drehi, Mical. Contes de Côte d'Ivoire. Illustrations de J. Digout. Coll. Contes du Monde Entier. Tome 1. Abidjan: Nouvelle Éditions Africaines, 1983